# 조테험

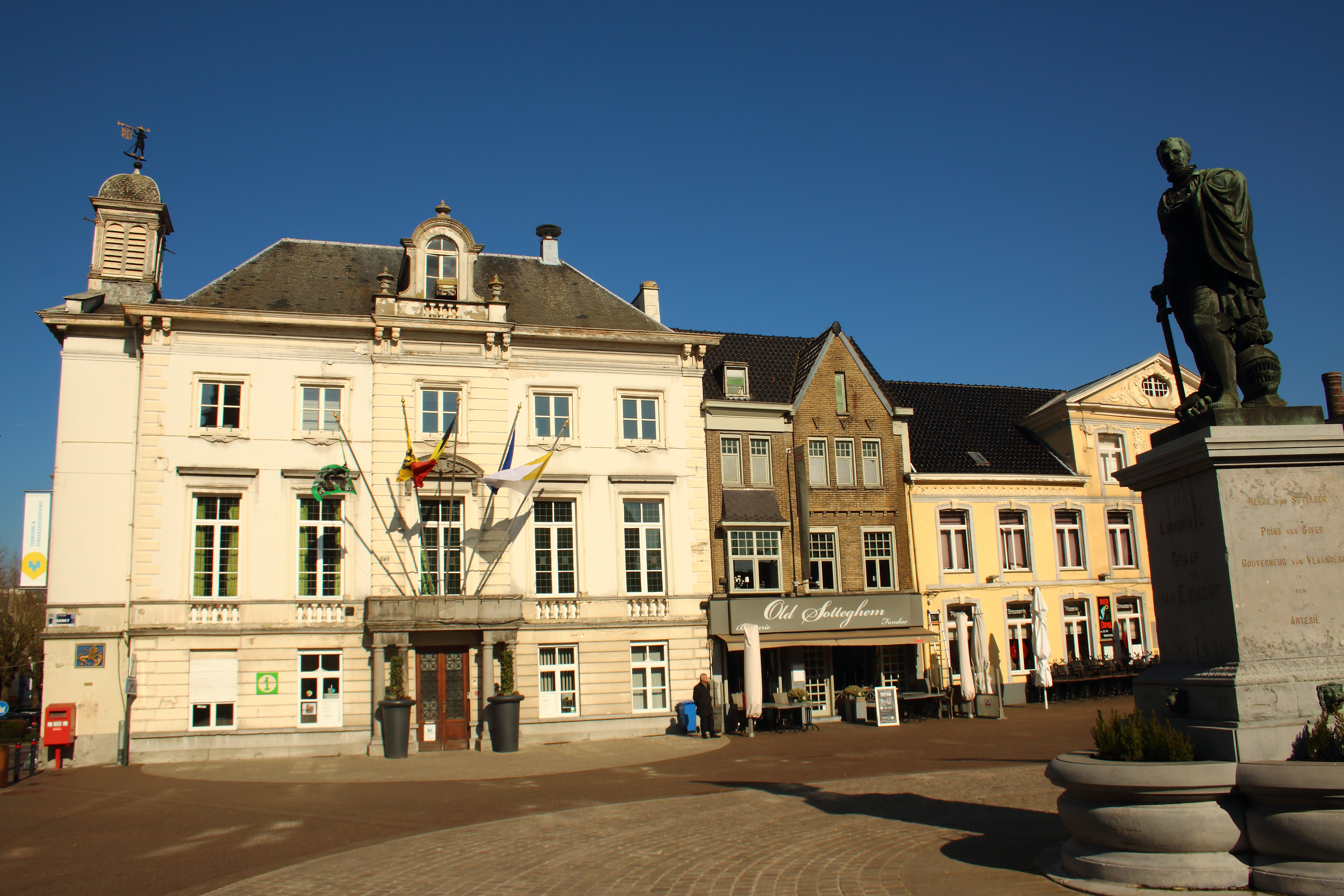
조테험

조테험(네덜란드어: Zottegem)은 벨기에 플란데런 지역 오스트플란데런주에 위치한 도시로 면적은 56.66km2, 인구는 25,398명(2013년 1월 1일 기준), 인구 밀도는 450명/km2이다.

시기
시 문장